# White Bear Lake (Minnesota)
White Bear Lake è un comune degli Stati Uniti d'America, situato in Minnesota, nella contea di Ramsey e in una piccola parte nella contea di Washington.